# Coill Dubh
Coill Dubh (englisch: Blackwood, zu deutsch: „Schwarzer Wald“) ist ein Dorf im irischen County Kildare. Laut der Volkszählung von 2022 hat Coill Dubh 1476 Einwohner.

## Lage
Coill Dubh liegt etwa 50 Kilometer westlich von Dublin und etwa 12 Kilometer nördlich von Newbridge an der R403, von der hier die R 409 nach Naas. 
Westlich und nordwestlich der Siedlung befindet sich das Moorgebiet Timahoe Bog und östlich das Ballynafogh Bog.

## Geschichte
Coill Dubh wurde 1952 gegründet, um für die Arbeiter, die für das Torfkraftwerk von Bord na Móna bei Allenwood gebraucht wurden, eine nahe Siedlung zu bieten.